# Can't Nobody Hold Me Down
„Can't Nobody Hold Me Down“ je debutový singl amerického rappera a hudebního producenta Puff Daddyho, který uvádí jeho debutové album No Way Out. Píseň byla vydána jako první singl z alba 7. ledna 1997. Na první pozici v žebříčku Billboard Hot 100 se udržela šest týdnů.

## O písni
Na singlu hostuje harlemský rapper Mase, někdejší člen Bad Boy Records. V písni jsou použity samply z písní "The Message" od Grandmaster Flash a "Break My Stride" od Matthew Wilder.
Píseň debutovala na 32. příčce žebříčku Billboard Hot 100 a postupně se vyšplhala na první pozici.

## Mezinárodní žebříčky
| Země                            | Umístění |
| ------------------------------- | -------- |
| Spojené království (UK Singles) | 1        |
| US Hot 100                      | 1        |
| US Hip Hop                      | 1        |
| US Rap                          | 1        |

| "Wannabe" od Spice Girls | "Can't Nobody Hold Me Down " US Billboard Hot 100 #1 hity 22. března ~ 3. května 1997 | "Hypnotize" od The Notorious B.I.G. |